# Українська молодіжна хокейна ліга
Українська молодіжна хокейна ліга (УМХЛ) (англ. Ukrainian Youth Hockey League (UYHL)) - ліга молодіжних команд хокейних клубів України створена 15 травня 2019 року. 
Оскільки, подальший розвиток дитячо-юнацького хокею в Україні потребує застосування нових підходів і використання світового досвіду. Результати останніх хокейних сезонів засвідчили необхідність створення ліги, яка б враховувала всі кращі аспекти діяльності основних європейських і північно-американських дитячих хокейних ліг. 
УМХЛ буде опікуватися організацією дитячо-юнацьких змагань у всіх вікових категоріях починаючи з сезону 2019-2020 років. 

## Основні напрямки роботи УМХЛ
Основними напрямками роботи Української молодіжної хокейної ліги:
1. забезпечення проведення змагань за єдиними прозорими правилами для усіх вікових груп, що будуть враховувати економічну складову та забезпечення умов для якісного освітнього процесу;
2. аналіз виступу спортсменів по кожній віковій категорії;
3. співробітництво з органами державної влади та місцевого самоврядування для забезпечення кращих умов розвитку хокею на місцях;
4. робота по залученню меценатів, спонсорів та партнерів;
5. широке висвітлення подій в дитячо-юнацькому хокеї;
6. проведення регулярних акцій та заходів, спрямованих на створення позитивного іміджу цього виду спорту, а також залучення більшої кількості дітей до занять хокеєм.

## Вікові категорії

### У першому сезоні 2019-2020 змагання УМХЛ відбуватимуться у дев’яти вікових категоріях
1. U20 Дивізіон Дмитра Христича (юнаки 2000 – 2003 р. н.);
2. U16 Дивізіон Олексія Житника (юнаки 2004 р. н.);
3. U15 Дивізіон Олександра Годинюка (юнаки 2005 р. н.);
4. U14 Дивізіон Сергія Варламова (юнаки 2006 р. н.);
5. U13 Дивізіон Руслана Федотенка (юнаки 2007 р. н.);
6. U12 Дивізіон Олексія Понікаровського (юнаки 2008 р. н.);
7. U11 Дивізіон Валерія Ширяєва (юнаки 2009 р. н.);
8. U10 (юнаки 2010 р. н.);
9. U9 (юнаки 2011 – 2012 р. н.).

## Логотип
В основу логотипу покладено прагнення до невпинного руху вперед. Сама емблема створена з урахуванням принципів мінімалізму. Центральною фігурою логотипу є головний хокейний елемент – ключка, яка знаходиться в момент нанесення кидка. Над нею розміщується абревіатура змагання – УМХЛ. Верхню частину логотипу складають три динамічні смуги, які характеризують головні принципи хокею: швидкість, техніку та силу. 
Основний колір емблеми – темно-синій. Даний колір буде основним у корпоративному стилі структури. У кольоровому логотипі присутні жовта та синя стрічки, які символізують державний прапор України. Також брендовий знак виконано у різних кольорових гамах та у варіантах для використання на світлому чи темному фоні. 